# Alfred William Abdey
Alfred William Abdey (* 21. Juli 1876 in Brentfort, Middlesex; † 18. August 1952 in Brighton) war ein britischer Organist, Pianist, Chorleiter, Musikpädagoge und Komponist.

## Leben
Alfred William Abdeys Eltern waren Alfred Abdey (* 6. April 1847) und Elizabeth Mary Emerton (* 1851; † 1931). 1902 heiratete er May Lilian Thurgur (* 3. Mai 1878; † 1972 in Bournemouth).
Er erhielt zunächst privaten Musikunterricht.  Am 8. November 1900 wurde er zum Bachelor of Music am New College, (Oxford) graduiert. Er besaß nach einem Orgelstudium bei Frank Joseph Sawyer (1857–1908) ein Associateship Diploma des Royal College of Organists (A. R. C. O.). 1901 erhielt er ein Fellowship Diploma am Royal College of Organists (F. R. C. O.). Von 1898 bis 1903 war er Organist und Chorleiter an St. Andrew’s in Burgess Hill, Sussex. Am 22. Mai 1901 sang er bei einer Aufführung der Sacred Harmonic Society in St. Andrews den Tenorpart im Oratorium The Prodigal Son von Arthur Sullivan. Weitere Veranstaltung dieser Gesellschaft leitete er auch als Dirigent wie am 12. Mai 1903 eine Aufführung von Mendelssohns Psalm 95 op. 46. Von 1903 bis 1910 war er Organist an der Chapel Royal in Brighton, und ab 1910 bis 1921 an St Augustine in Brighton. Im Oktober 1914 erlangte er an der Oxford University den Grad eines Doctor of Music (D Mus). Er wurde stellvertretender Direktor am London College of Music. Von 1917 bis 1919 war er bandmaster [Kapellmeister] des Hampshire Regiments. Nachdem er sich Kenntnisse in der Brailleschrift erworben hatte, unterrichtete er an der Brighton School for Blind Boys.

## Werke (Auswahl)
- 1906 Valse caprice a-moll, publiziert bei Lublin & Co, 1906[12]
- 1908 Te Deum in G OCLC 497021010
- 1911 Grand choeur in B-Dur für Orgel OCLC 156992625, enthalten in der Sammlung Pièces pour grand orgue, avec pédale obligée : a l'usage du service divin., Procure Générale de Musique Religieuse Arras OCLC 34271195 (Digitalisat bei IMSLP)
- 1912 Larghetico (Larghetto). Organ. In: The Anglican Organist IX. book 123. Vincent Music Co., London 1897[2]
- Andante in F für Orgel, in: L’Organiste paroissial. 2e série. 6e livraison, 1915 OCLC 843188613
- Scherzo in C für Orgel, in: L’Organiste paroissial. 2e série. 6e livraison OCLC 843188614
- 1926 Pam the Wonder-Child. A Fairy Play in two acts; Text: Alice Halsey; OCLC 497021002[13] (Digitalisat bei IMSLP)

Weiter schrieb er verschiedene Klavier- und Orgelwerke.